# Hastings, Minnesota
Hastings là một thành phố nằm ở quận thuộc tiểu bang Minnesota, Hoa Kỳ. Thành phố có diện tích  km², dân số theo ước tính năm 2008 của Cục điều tra dân số Hoa Kỳ là 18.204 người.